# グリーン・ラーマ
グリーン・ラーマ(Green Lama)は、1940年代のアメリカ合衆国のパルプ・マガジン、コミック誌のタイトル。およびそれらで活躍したヒーローの名前。
多くのコスチュームを着たクライムファイター（＝犯罪者退治専門のヒーロー）が現れた中で、グリーン・ラーマの特別だった点は、彼が仏教徒であったということである。幾つかの異なるバージョンや、コミック誌、ラジオドラマも制作された。

## 書誌情報
グリーン・ラーマは、「ダブル・ディテクティブ(Double Detective)」誌の1940年4月号に掲載された短編小説「グリーン・ラーマ」で初登場した。作者はリチャード・フォスター(Richard Foster)のペンネームを用いたケンデル・フォスター・クロッセン(Kendell Foster Crossen)。
後の1976年にクロッセンは、当時「ダブル・ディテクティブ」誌を出版していたフランク・ミューゼイ社(Frank Munsey company)から、ライバルであるストリート＆スミス社の「シャドー (The Shadow)」に対抗するキャラクターを作るように命じられた書いている。
グリーン・ラーマは（シャドーほどではないとはいえ）成功を収め、「ダブル・ディテクティブ」誌には1943年3月まで定期的にグリーン・ラーマ物が掲載され続けることとなった。
探偵小説専門誌に掲載されているにもかかわらず、グリーン・ラーマ物にはいわゆる超能力や超科学的な武器が登場するため、SFのカテゴリーに入るとも考えられる。

## キャラクター
グリーン・ラーマは、ニューヨーク出身の富豪ジェスロウ・デュモン(Jethro Dumont)の別名である。彼はラマ僧になるためチベットで10年間の仏教の修行を積み、多くの神秘と奥義を学んだ。また放射性の塩類についての科学的な知識を通して、超人的な能力を身につけた。
デュモンは、クライムファイターであるグリーン･ラーマと、仏教の聖職者であるドクター・パーリ(Dr Pali)という二つの顔を持っている。

## コミック
グリーン・ラーマが最初に登場したコミックブックは「プライズ・コミックス(Prize Comics)」7号（1940年12月）で、これは27号まで続いた。
プライズ･コミックス24号では、ブラック・オウル(Black Owl)、ドクター・フロスト(Dr.Frost)、ヤンク＆ドゥードル(Yank & Doodle)と協力し、フランケンシュタインの怪物を倒した。
その後自分自身のタイトル「グリーン・ラーマ」が、スパーク・パブリケーションズ(Spark Publications)から、1944年12月から1946年3月まで8号が刊行された。
パルプ版の作者であるクロッセンが続けて製作を担当したにもかかわらず、コミック版グリーン･ラーマは飛行能力を持ち、緑のスキンタイトなコスチュームとマント状に後部が広がった緑色のフードを身につけたスーパーヒーロー・キャラクターとなった。
また2007年には、作ジム・クルーガー(Jim Krueger)、画アレックス・ロス(Alex Ross)のコミックシリーズ「スーパーパワーズ(Superpowers)」にゴールデン･エイジのヒーローのひとりとして登場している。

## ラジオ
コミックブックシリーズの終了から3年後、CBSラジオで、1949年6月5日から1949年8月20日まで11エピソードのラジオドラマが放送された。
グリーン･ラーマの声はポール・フリース(Paul Frees)が担当した。

## 仏教的要素
グリーン・ラーマのストーリーは、仏教に関する物語中のテキストと多数の脚注においてその時代のパルプ・フィクションの間でも特徴的である。
ストーリー中でもっとも頻出する仏教的なモチーフはチベットの修道士によって唱えられるサンスクリット語のマントラ（真言）「オン・マニ・パドメ・フーム」である。しかし、頻出するパーリ語の単語（例えば「マッガ(Magga)」、「ニッバーナ(Nibbana)」あるいはチベットの仏教徒によって使われることのない「ダンマ(Dhamma)」といった単語）については、チベット仏教というよりむしろ上座部仏教に近い。